# Садерланд (Ајова)
Садерланд (енгл. Sutherland) град је у америчкој савезној држави Ајова. По попису становништва из 2010. у њему је живело 649 становника.

## Демографија
Према попису становништва из 2010. у граду је живело 649 становника, што је -58 (-8.2%) становника више него 2000. године.
| Група             | 2000.       | 2010.       |
| Белци             | 695 (98,3%) | 637 (98,2%) |
| Афроамериканци    | 1 (0,1%)    | 1 (0,2%)    |
| Азијати           | 0 (0,0%)    | 0 (0,0%)    |
| Хиспаноамериканци | 3 (0,4%)    | 4 (0,6%)    |
| Укупно            | 707         | 649         |